# Josef Mysliveček
Josef Mysliveček, češki skladatelj, * 9. marec 1737, Praga, † 4. februar 1781, Rim.
Po neuspešnem študiju filozofije na praški univerzi je skupaj z bratom dvojčkom Joahimom prevzel družinski mlin, kasneje pa se je odpovedal družinski poklicni tradiciji. Mlin je prepustil bratu in se vrnil v Prago, kjer se je preživljal z igranjem violine po cerkvah in se učil orglanja pri Josefu Segerju ter kompozicije pri Franzu Johannu Habermann. V tem obdobju je začel skladati in uspeh njegovih zgodnjih simfonij ga je opogumil, da je poskusil srečo v Italiji. Leta 1764 se je v Benetkah učil pri Giovanniju Battisti Peschettiju, nato pa je v Parmi predstavil svojo prvo opero, »Medejo«, in z njo doživel neznanski uspeh. Od tedaj dalje so njegove opere (največji uspeh so imele Semiramide, Bellerofonte, Romolo ed Ersilia, Ezio) izvajali po vsej Italiji, rekli so mu »Il divino Boemo« (božanski Čeh). Leta 1770 je Mysliveček v Bologni srečal mladega Mozarta (ki je prišel tja, da bi si pridobil akademsko stopnjo na glasbeni akademiji pri slovitem glasbenem teoretiku očetu Martiniju). Mozart ga je občudoval – v nekem pismu je zapisal, da »kipi od notranjega ognja, duhovitosti in življenja«. Mnogi muzikologi trdijo, da je lahkotni in elegantni, docela italijanski slog češkega skladatelja močno vplival na Mozartove mladostne skladbe. Mozart si je z Myslivečkom dopisoval tudi v kasnejših letih, ko je ta doživel s svojimi operami uspeh tudi na Dunaju in v Münchnu. Ostal mu je zvest tudi v nesreči. Leta 1775 je namreč Mysliveček hudo zbolel. Gangrena mu je razžrla nos – ena od značilnih posledic okužbe s sifilisom, on sam pa je težave pripisoval infekciji po poškodbi, ki jo je utrpel v nesreči s kočijo. Neustrezni posegi zdravnikov so zadevo le še poslabšali. Ko se je nesrečnik leta 1777  v Münchnu zdravil v bolnišnici ga je Mozart obiskal. Ker nesreča ne pride nikoli sama, je Myslivečkova glasba prav v tem času prišla iz mode. Po neuspehu svojih zadnjih oper v Neaplju in v Rimu je v popolni revščini in pozabi leta 1781 umrl v večnem mestu. Neki Anglež, očitno občudovalec njegove glasbe, je poravnal stroške pogreba. 
Myslivečka pogosto obravnavajo kot očeta češke opere, kljub temu da njegova dela nosijo pečat italijanske opere serie.